# Puy-Saint-Gulmier
Puy-Saint-Gulmier település Franciaországban, Puy-de-Dôme megyében. Lakosainak száma 138 fő (2022. január 1.). Puy-Saint-Gulmier Combrailles, Prondines, Saint-Étienne-des-Champs, Saint-Hilaire-les-Monges és Sauvagnat községekkel határos.

## Népesség
A település népességének változása:
| Lakosok száma | 145  | 155  | 160  | 159  | 154  | 150  | 145  | 142  | 138  |
|               | 2013 | 2015 | 2016 | 2017 | 2018 | 2019 | 2020 | 2021 | 2022 |